# Richard Flury
Richard Flury (* 26. März 1896 in Biberist; † 23. Dezember 1967 ebenda) war ein Schweizer Dirigent und Komponist.

## Leben

### Ausbildung
Nach der Maturität am Gymnasium in Solothurn (Schweiz) studierte Flury Musikwissenschaft, Kunstgeschichte und Philosophie an den Universitäten von Basel, Bern und Genf. An den dortigen Konservatorien besuchte er zugleich die Violinklassen von Fritz Hirt, Alphonse Brun und Paul Miche. Weiter nahm er Unterricht in Komposition bei Hans Huber, in Kontrapunktik bei Ernst Kurth und in Instrumentation bei Joseph Lauber. Zum Abschluss seiner Studien arbeitete er mit dem Komponisten Joseph Marx in Wien und besuchte einen Dirigierkurs von Felix Weingartner in Basel.

### Wirken als Dirigent und Komponist
Im Anschluss wirkte Flury als Violinlehrer, von 1919 bis 1937 an der Städtischen Musikschule und von 1930 bis 1961 an der Kantonsschule Solothurn. Dreissig Jahre lang dirigierte er das Solothurner Stadtorchester (1919 bis 1949) und während einiger Jahre unter anderem das Akademische Orchester (1923 bis 1926) in Zürich, den gemischten Chor «Harmonie» in Bern und den Orchesterverein Gerlafingen. Als Gastdirigent leitete er Abonnementskonzerte in Bern und Basel und arbeitete gelegentlich in den Radiostudios von Zürich und Lugano, wo er meist eigene Werke dirigierte.
Als Komponist war Flury in der neuromantischen Tradition verwurzelt und fand seinen persönlichen Stil in einer phantasievollen Harmonik und in der rhythmischen Entwicklung seiner Werke. Besonders in seinen farbig instrumentierten Orchesterwerken finden sich aber auch impressionistische Züge, bis an die Grenzen der Tonalität. Dem lebenslang in der Provinz Tätigen blieb ein grösseres Forum verschlossen, die Bedeutung Richard Flurys wurde jedoch von vielen prominenten Musikern seiner Zeit erkannt, unter ihnen Wilhelm Backhaus, Joseph Bovet, Paul Burkhard, Pablo Casals, Alfred Cortot, Émile Jaques-Dalcroze, Gustave Doret, Walter Gieseking, Georg Kulenkampff, Franz Lehár, Hermann Scherchen, Othmar Schoeck, Richard Strauss, Joseph Szigeti und Felix Weingartner, der in Basel Flurys Fastnachtssymphonie dirigierte. Diese, wie auch die Waldsymphonie, wurden überdies in verschiedenen Musikzentren Europas aufgeführt.
1964 wurde Richard Flury der Solothurner Kunstpreis verliehen. Sein Sohn ist Urs Joseph Flury.

## Werke

### Kompositionen
Sein 80 Seiten zählendes Kompositionsverzeichnis umfasst Werke aller musikalischen Gattungen, darunter:
- Bühnenwerke: 4 Opern (Eine florentinische Tragödie, Die helle Nacht, Casanova e l’Albertolli), 2 Ballette, Schauspielmusik, Mysterienspiel, 5 Festspiele
- Chorwerke: 8 Messen (Messe d, Te Deum), 4 Kantaten, Chorlieder
- Orchesterwerke: 7 Sinfonien, 2 Suiten, Poème nocturne, 4 Ouvertüren
- Blasorchester: Suite, 2 Ouvertüren, 24 Märsche
- Konzerte: 4 Violinkonzerte, 2 Klavierkonzerte
- Kammermusik: unter anderem 10 Capriccios für Violine solo, 11 Violinsonaten, 3 Cellosonaten, 24 Präludien und 50 Romantische Stücke für Klavier, 2 Klaviertrios, Klarinettentrio, Klavierquartett, Klavierquintett, 2 Streichtrios, 7 Streichquartette, Oktett, Nonett und 180 Sololieder mit Klavier

Über seine kompositorische Tätigkeit äussert sich Richard Flury in den «Lebenserinnerungen» mit Bescheidenheit: «Der höchste Lebensgenuss liegt in der Arbeit. Was tut’s, ob mein Kompositionstalent auf Einbildung beruht oder nicht? Ich glaube daran und erfreue mich am kleinsten Fortschritt. Nehme ich mich zu wichtig und überschätze ich meine Werke, verschwinden sie trotzdem in der Versenkung. Bin ich aber zu bescheiden und werde ich zu wenig gewürdigt, korrigiert die Zeit den Fehler auch ohne mein Zutun … Gott war in Stunden der Einsamkeit und Verzweiflung, in meinem Glück und Unglück stets mein Freund und Beschützer. Es ist mein tiefstes Bedürfnis, mit meiner Musik, und sei sie auch noch so unbedeutend, einen kleinen Beitrag zur Verherrlichung seiner Allmacht und Unendlichkeit beizutragen.»

### Schriftstellerisches Werk
Neben seinem musikalischen Schaffen veröffentlichte der Komponist eine Biographie über den Solothurner Bauernschriftsteller Joseph Joachim (Vogt-Schild, Solothurn 1945), eigene «Lebenserinnerungen» (Buchdruckerei Habegger, Derendingen AG 1950) sowie die schriftliche Fassung seines Vortrags vor der Töpfergesellschaft Solothurn von 1944 und vor der Jugendgemeinde für Musik Solothurn, «Meine Bekenntnisse zur musikalischen Romantik» (Sonderbeilage der Solothurner Zeitung, 1953).

### Nachlass
Sein umfangreiches musikalisches Werk hat er der Zentralbibliothek Solothurn übergeben; das erste Werkverzeichnis, Stand 1994, ist dort erschienen. Sein Sohn, der Musiker und Komponist Urs Joseph Flury, errichtete 1996 zum 100. Geburtstag Richard Flurys die Richard Flury-Stiftung. Sie macht es sich zur Aufgabe, die Werke Flurys und seiner Komponistenfreunde der Öffentlichkeit wieder verstärkt zugänglich zu machen. Aufnahmen vieler Werke von Richard Flury sind auf CD im Fachhandel erhältlich oder über die Richard Flury-Stiftung zu beziehen.